# 青苗銭
青苗銭（せいびょうせん）とは、中国の唐代、安史の乱以後に税収を補うために設置された税である。戸税に対する付加課税であり、管轄する役職（使職）として青苗使が設けられた。

## 概要
最初、764年（広徳2年）正月、天下の地畝に青苗銭を徴収することとし、7月に百官の俸給に充てたとされている（『冊府元亀』邦計部俸禄2・『資治通鑑』）。「青苗銭」の語は苗が青い時期に徴収した事からという杜佑の『通典』の説が古くから知られているが、実際には耕地面積を基準とした謂いである「青苗頃畝」に由来するあるいは徴税時に耕作実績の資料である青苗簿を元にした事に由来すると考えられている。これとは別に765年（永泰元年）頃に地頭銭（じとうせん）と呼ばれる地税が徴収されていたが、使途が不明確で、目的税である青苗銭とは性格も税率も異なっていた。青苗税は青苗簿に基づいて耕作者が納める土地収益税、地頭銭は戸籍に基づいて土地所有者が納める土地保有税であったと考えられている。なお、古賀登は記録には載せられていない青苗銭の提案者について、当時政争で左遷されて京兆尹として中央に復帰したばかりの第五琦を想定している。
766年（大暦元年）、青苗銭の制度が整備されて徴税時期は夏期とされて税率は毎畝15文が賦課された（『新唐書』食貨志）。ただし、『新唐書』はこの時に青苗銭の制定とされているが、他の史料との整合性が取れず、誤りと考えられている。また、『通典』（巻11食貨11雑税原注）には766年段階では毎年10文で、768年（大暦3年）には、毎畝15文に増税されたと記されており、青苗銭導入の経緯についての史料には異同が多い。
770年（大暦5年）に京兆府に対して青苗銭15文・地頭銭20文と2種類の地税が徴収されていたのを青苗銭に一本化して税率を毎畝30文（実質では5文減税）とした。このため、「青苗地頭銭」とも称された。が、773年（大暦8年）には京兆府の税率は旧の率（地方と同額）に復した。
両税法が成立後に、その存廃がどうであったかは、はっきりしないが、その名称は、両税法が現われてからも文献上に確認することが出来る。このため、存続したとする見方や両税法で徴収された内の旧青苗銭相当分が依然として旧称のまま呼ばれた説などがある。また、両税法によって禁止されていた筈の地頭銭を地方の役人が独自に徴収していたとする説もある。